# Ya (kana)

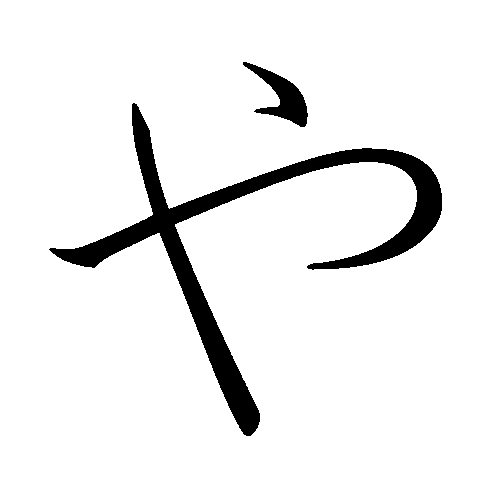
Ya w hiraganie

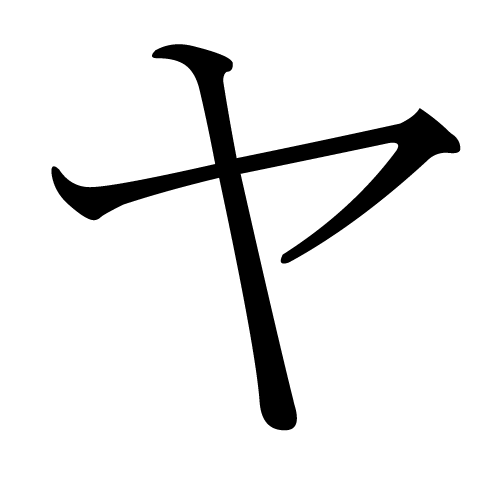
Ya w katakanie

Ya – trzydziesty szósty znak japońskich sylabariuszy hiragana (や) i katakana (ヤ). Reprezentuje on sylabę ya (czytaną ja). Pochodzi bezpośrednio od znaku kanji 也 (obydwie wersje).
W pomniejszonych wersjach (ゃ i ャ) znak ya służy do jotacji znaków zakończonych na i, jak również do tworzenia sylab nieistniejących w tradycyjnej japońszczyźnie np. デャ (dya). 
Dodatkowo znak ya w wersji z hiragany używany jest w gramatyce japońskiej m.in. jako partykuła łącząca wyliczane rzeczy, które nie tworzą kompletnego zbioru (podobną funkcję spełnia w języku polskim zwroty: między innymi, i tym podobne, takie jak), gdy trzeba spośród wielu rzeczy wybrać kilka przykładowych. 